# Doidaça
"Doidaça" é um single do cantor brasileiro Gusttavo Lima, lançado no dia 12 de abril de 2013. Seguindo o mesmo estilo das músicas lançadas anteriormente, a canção faz parte do álbum Ao Vivo em São Paulo, e foi lançada como terceiro single do álbum.

## Composição
Escrita por Thiago Servo e Paula Mattos, a música continua no clima de ‘pegação’ de seu último hit "Gatinha Assanhada". Na letra, Lima canta: "Ta me provocando a noite inteira, Falando em meu ouvindo um monte de besteira, Ta colocando a mão por baixo da cadeira, Ta se insinuando e eu gostando dessa brincadeira."

## Desempenho nas paradas
| Paradas (2013)                     | Melhor Posição |
| ---------------------------------- | -------------- |
| Brasil (Billboard Hot 100 Airplay) | 19             |